# María Antonia del Sufragio Orts Baldó
Blahoslavená María Antonia del Sufragio Orts Baldó, řeholním jménem María del Sufragio (9. února 1888, Altea – 20. listopadu 1936, Paterna) byla španělská římskokatolická řeholnice kongregace Sester křesťanské doktríny a mučednice.

## Život
Narodila se 9. února 1888 v Altee jako dcera Gaspara a Rosarie.
Od útlého věku byla velmi dobročinná a oplývala velkou inteligencí. Vzdělávala se soukromě a roku 1922 vstoupila do kongregace Sester křesťanské doktríny a přijala jméno María del Sufragio. Nejprve byla řadovou sestrou a následně se stala představeno školy Svaté rodiny ve Valencii, kde byla oblíbená mezi studenty i spolusestrami. Dále zastávala funkci generální vikářky a novicmistryně.
Po národním povstání za Španělské občanské války dne 18. července 1936 jí a jejím spolusestrám bylo přikázáno od generální představené matky bl. Ángeles od sv. Josefa, aby odešly do soukromého domu na Maestro Chapí na okraji Valencie. V této době probíhalo protikatolické pronásledování. Zde se sestry s matkou představenou ukrývaly. Milicionáři zjistili jejich úkryt a 19. listopadu je přišli zatknout. Druhý den byly matka Ángeles, sestra María, a dalších 13 sester odvedeny na jízdárnu Picadero de Paterna blízko Valencie. Po krutém mučení a zesměšňování byly sestry zastřeleny.

## Proces blahořečení
Její proces blahořečení byl zahájen 5. července 1965 v arcidiecézi Valencia spolu s dalšími šestnácti spolusestrami křesťanské doktríny.
Dne 6. července 1993 uznal papež sv. Jan Pavel II. jejich mučednictví. Blahořečeny byli 1. října 1995 spolu s dalšími 45 mučedníky Španělské občanské války.